# العلاقات الإكوادورية السريلانكية
العلاقات الإكوادورية السريلانكية هي العلاقات الثنائية التي تجمع بين الإكوادور وسريلانكا.

## مقارنة بين البلدين
هذه مقارنة عامة ومرجعية للدولتين:
| وجه المقارنة                                              | الإكوادور                      | سريلانكا                         |
| --------------------------------------------------------- | ------------------------------ | -------------------------------- |
| المساحة (كم2)                                             | 283.56 ألف                     | 65.61 ألف                        |
| عدد السكان (نسمة)                                         | 16.62 مليون                    | 21.44 مليون                      |
| الكثافة السكانية (ن./كم²)                                 | 58.61                          | 326.78                           |
| العاصمة                                                   | كيتو                           | سري جاياواردنابورا كوتي، كولمبو  |
| اللغة الرسمية                                             | اللغة الإسبانية، كيشوا ‏، شوار ‏ | اللغة السنهالية، اللغة التاميلية |
| العملة                                                    | دولار أمريكي، سوكري إكوادوري   | روبية سريلانكي                   |
| الناتج المحلي الإجمالي (بليون دولار)                      | 103.06 مليار                   | 87.17 مليار                      |
| الناتج المحلي الإجمالي (تعادل القوة الشرائية) بليون دولار | 185.24 مليار                   | 246.62 مليار                     |
| الناتج المحلي الإجمالي الاسمي للفرد دولار أمريكي          | 6.21 ألف                       | 3.93 ألف                         |
| الناتج المحلي الإجمالي للفرد دولار أمريكي                 | 11.37 ألف                      | 11.11 ألف                        |
| مؤشر التنمية البشرية                                      | 0.746                          | 0.757                            |
| رمز المكالمات الدولي                                      | +593                           | +94                              |
| رمز الإنترنت                                              | .ec                            | .lk،                             |
| المنطقة الزمنية                                           | 00                             | ت ع م+05:30                      |

## منظمات دولية مشتركة
يشترك البلدان في عضوية مجموعة من المنظمات الدولية، منها:
| علم المنظمة | اسم المنظمة                        | تاريخ انضمام الإكوادور | تاريخ انضمام سريلانكا |
| ----------- | ---------------------------------- | ---------------------- | --------------------- |
|             | مؤسسة التنمية الدولية              | 7 نوفمبر 1961          | 27 يونيو 1961         |
|             | يونسكو                             | 22 يناير 1947          | 14 نوفمبر 1949        |
|             | وكالة ضمان الاستثمار متعدد الأطراف | 12 أبريل 1988          | 27 مايو 1988          |
|             | الأمم المتحدة                      | 21 ديسمبر 1945         | 14 ديسمبر 1955        |
|             | الاتحاد البريدي العالمي            | ?                      | ?                     |
|             | البنك الدولي للإنشاء والتعمير      | 28 ديسمبر 1945         | 29 أغسطس 1950         |
|             | المنظمة الهيدروغرافية الدولية      | ?                      | ?                     |
|             | الاتحاد الدولي للاتصالات           | 17 أبريل 1920          | 1897                  |
|             | منظمة حظر الأسلحة الكيميائية       | ?                      | ?                     |
|             | مؤسسة التمويل الدولية              | 20 يوليو 1956          | 20 يوليو 1956         |
|             | منظمة التجارة العالمية             | ?                      | ?                     |
|             | منظمة الشرطة الجنائية الدولية      | ?                      | ?                     |

## وصلات خارجية
- موقع وزارة الخارجية الإكوادورية
- موقع وزارة الخارجية السريلانكية